# タニミズ企画
タニミズ企画（タニミズきかく）とは、福岡県宮若市にある企業である。
1959年（昭和34年）12月25日、タニミズ企画株式会社設立。
2004年（平成16年）9月1日、滋賀県大津市山上町790番地から本店を現在の福岡県宮若市倉久1番地3に移転。滋賀県大津市山上町790番地を支店とする。
かつては皇子山カントリークラブ、西日本カントリークラブ、ザ・クラシックゴルフ倶楽部、佐賀クラッシックゴルフクラブを有したが、2021年（令和3年）6月1日、創業の地である滋賀県大津市山上町790番地株式会社皇子山カントリークラブに分割し、皇子山カントリークラブを売却。京都市中京区御池通東洞院東入笹屋町436番地永和御池ビル606号に支店を置く。
創業者は谷水信夫、2代目は谷水雄三、3代目は谷水利行である。創業者及び二代目は馬主としても知られ、それぞれ東京優駿（日本ダービー）を2度制している。
2020年(令和2年)、ザ・クラシックゴルフ倶楽部にて、日本女子オープンゴルフ選手権(優勝 原英莉花)を開催。
2022年（令和4年）4月1日、クラシックマネジメントグループ株式会社に商号変更。
2023年-2024年(令和5年-6年)ザ・クラシックゴルフ倶楽部の全面改修を実施。海外設計チームによる世界的トレンドを意識したリニューアルを果たす。
2028年(令和10年)、日本女子オープンゴルフ選手権の開催が決定している。